# 이탈리아 U-20 축구 국가대표팀
이탈리아 U-20 축구 국가대표팀(이탈리아어: Nazionale Under-20 di calcio dell'Italia)은 이탈리아를 대표하는 U-20 축구 국가대표팀이다.

## 국제 대회 경력

### FIFA U-20 월드컵
FIFA U-20 월드컵 본선에는 1977년 초대 대회에 첫 출전한 뒤 현재까지 8번의 본선에 출전하여 이 중 2023년 대회에서 준우승을 차지하며 2006년 FIFA 월드컵에서 우승을 차지했던 성인대표팀 이후 17년만의 FIFA 주관 대회 결승 진출이자 U-20 월드컵 역대 최고 성적을 달성했다.

## 팀 기록

### 월드컵 기록
| 연도   | 결과      | 경기      | 승        | 무        | 패        | 득점      | 실점      |
| ------ | --------- | --------- | --------- | --------- | --------- | --------- | --------- |
| 1977년 | 조별 리그 | 3         | 0         | 2         | 1         | 1         | 3         |
| 1979년 | 예선 탈락 | 예선 탈락 | 예선 탈락 | 예선 탈락 | 예선 탈락 | 예선 탈락 | 예선 탈락 |
| 1981년 | 조별 예선 | 3         | 0         | 0         | 3         | 1         | 6         |
| 1983년 | 예선 탈락 | 예선 탈락 | 예선 탈락 | 예선 탈락 | 예선 탈락 | 예선 탈락 | 예선 탈락 |
| 1985년 | 예선 탈락 | 예선 탈락 | 예선 탈락 | 예선 탈락 | 예선 탈락 | 예선 탈락 | 예선 탈락 |
| 1987년 | 8강       | 4         | 2         | 1         | 1         | 5         | 3         |
| 1989년 | 예선 탈락 | 예선 탈락 | 예선 탈락 | 예선 탈락 | 예선 탈락 | 예선 탈락 | 예선 탈락 |
| 1991년 | 예선 탈락 | 예선 탈락 | 예선 탈락 | 예선 탈락 | 예선 탈락 | 예선 탈락 | 예선 탈락 |
| 1993년 | 예선 탈락 | 예선 탈락 | 예선 탈락 | 예선 탈락 | 예선 탈락 | 예선 탈락 | 예선 탈락 |
| 1995년 | 예선 탈락 | 예선 탈락 | 예선 탈락 | 예선 탈락 | 예선 탈락 | 예선 탈락 | 예선 탈락 |
| 1997년 | 예선 탈락 | 예선 탈락 | 예선 탈락 | 예선 탈락 | 예선 탈락 | 예선 탈락 | 예선 탈락 |
| 1999년 | 예선 탈락 | 예선 탈락 | 예선 탈락 | 예선 탈락 | 예선 탈락 | 예선 탈락 | 예선 탈락 |
| 2001년 | 예선 탈락 | 예선 탈락 | 예선 탈락 | 예선 탈락 | 예선 탈락 | 예선 탈락 | 예선 탈락 |
| 2003년 | 예선 탈락 | 예선 탈락 | 예선 탈락 | 예선 탈락 | 예선 탈락 | 예선 탈락 | 예선 탈락 |
| 2005년 | 8강       | 6         | 2         | 1         | 2         | 10        | 8         |
| 2007년 | 예선 탈락 | 예선 탈락 | 예선 탈락 | 예선 탈락 | 예선 탈락 | 예선 탈락 | 예선 탈락 |
| 2009년 | 8강       | 5         | 2         | 1         | 2         | 9         | 9         |
| 2011년 | 예선 탈락 | 예선 탈락 | 예선 탈락 | 예선 탈락 | 예선 탈락 | 예선 탈락 | 예선 탈락 |
| 2013년 | 예선 탈락 | 예선 탈락 | 예선 탈락 | 예선 탈락 | 예선 탈락 | 예선 탈락 | 예선 탈락 |
| 2015년 | 예선 탈락 | 예선 탈락 | 예선 탈락 | 예선 탈락 | 예선 탈락 | 예선 탈락 | 예선 탈락 |
| 2017년 | 3위       | 7         | 3         | 2         | 2         | 10        | 9         |
| 2019년 | 4위       | 7         | 4         | 1         | 2         | 8         | 5         |
| 2023년 | 준우승    | 3         | 2         | 0         | 1         | 6         | 4         |
| 합계   | 7/22      | 34        | 13        | 8         | 13        | 44        | 43        |

## 역대 감독
| 감독             | 임기        |
| ---------------- | ----------- |
| 루이지 디 비아조 | 2011 ~ 2013 |
| 알베리코 에바니  | 2013 ~ 2017 |

## 같이 보기
- 이탈리아 U-21 축구 국가대표팀
- FIFA U-20 월드컵